# Numaligarh Refinery Township
Numaligarh Refinery Township is een census town in het district Golaghat van de Indiase staat Assam. 

## Demografie
Volgens de Indiase volkstelling van 2001 wonen er 7022 mensen in Numaligarh Refinery Township, waarvan 52% mannelijk en 48% vrouwelijk is. De plaats heeft een alfabetiseringsgraad van 52%. 